# Ököritófülpös
Ököritófülpös là một làng thuộc hạt Szabolcs-Szatmár-Bereg, Hungary. Làng này có diện tích 33,42 km², dân số năm 2010 là 1803 người, mật độ 54 người/km².